# Культура (Пуховицький район)
Культура (біл. вёска Культура) — село в складі Пуховицького району Мінської області, Білорусь. Село підпорядковане Новопольській сільській раді, розташоване в центральній частині області.